# Duran Duboi
Duran Duboi es una empresa francesa, filial del grupo Quinta Industries, que desarrolla principalmente efectos especiales para el cine. Fue fundada en 1983 por Bernard Maltaverne y Pascal Hérold. También desarrollan efectos especiales para publicidad y televisión.
La empresa también ha desarrollado videojuegos en el pasado, concretamente la saga Virtual Skipper. Pascal Hérold se asoció en el año 2000 con Florent Castelnérac para fundar la empresa Nadeo, desarrolladora independiente de videojuegos, que contribuyó al desarrollo de Virtual Skipper 2 entre otros, así como se convirtió en la empresa responsable de crear la franquicia TrackMania.
Quinta Industries entró en liquidación forzosa a finales del año 2011, llevando un año ya en reorganización. Duran Duboi se mantuvo en actividad hasta el 4 de enero de 2012, con fecha de caducidad de envío de archivos de recuperación de la empresa el 15 de diciembre de 2011.
En diciembre de 2011, la filial de California del estudio llamada Duran Duboi U.S. fue recomprada por la empresa estadounidense FilmFunds. También hizo una oferta para recuperar el grupo Duran Duboi. El estudio finalmente no tuvo ningún comprador. Nadie repreneur no ha sido finalmente escogido para retomar el studio de efectos especiales. Duboi finalmente fue adquirida por Technicolor gracias a la compra de activos de Quinta Industries, producido el 3 de febrero de 2012.